# Nederrijn

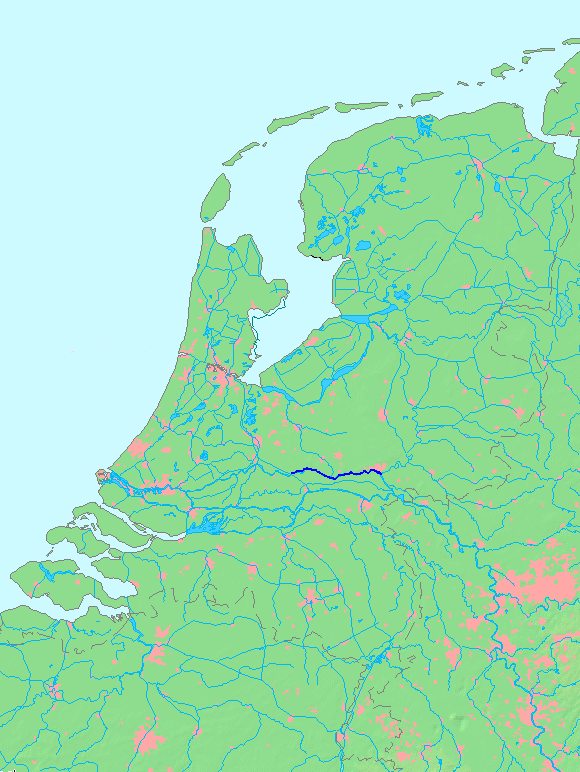
Hartă a râurilor din vestul Europei, cu Nederrijnul evidenţiat cu albastru închis.

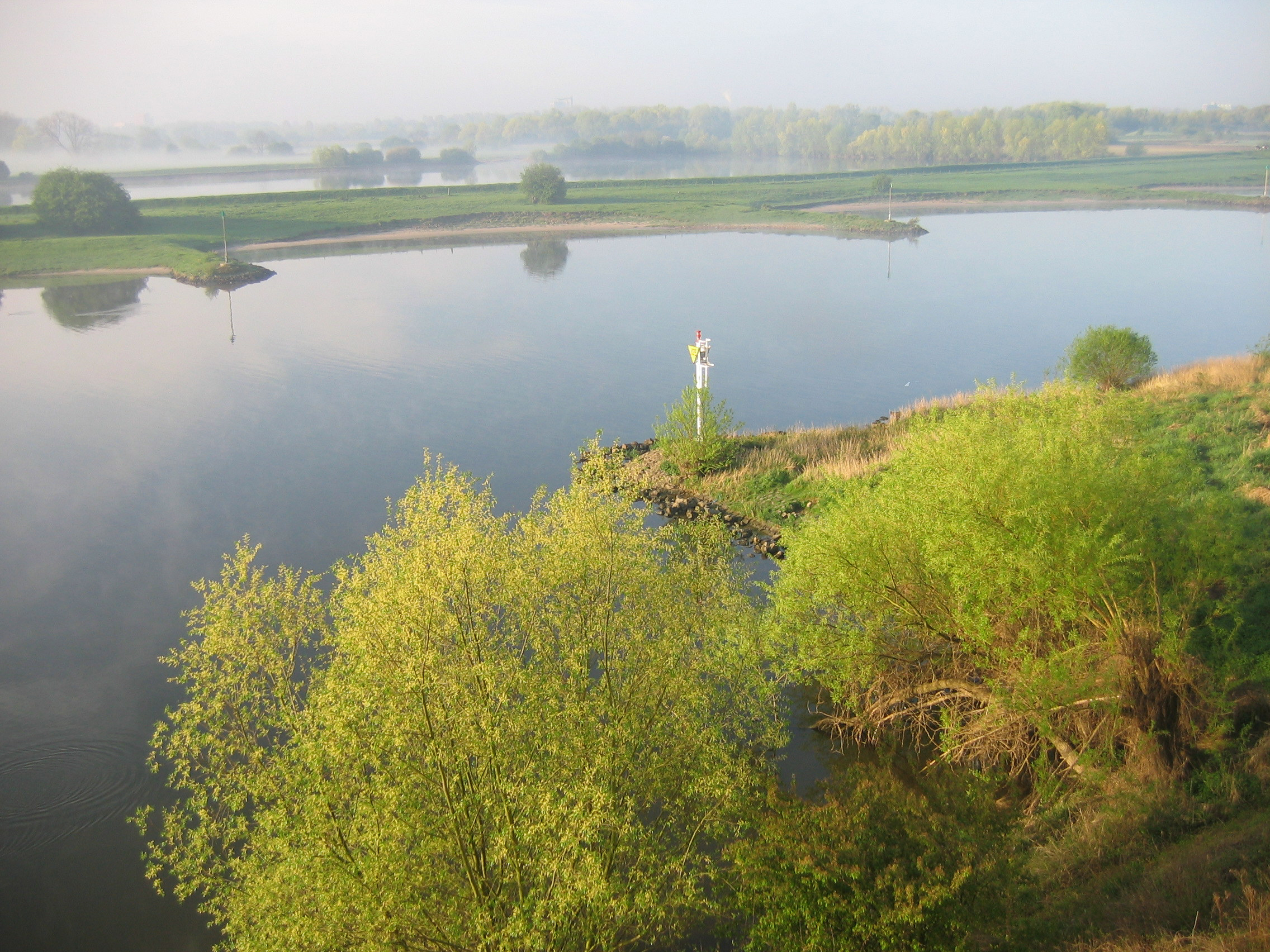
Nederrijnul în Arnhem

Nederrijn ("Rinul Inferior") este numele porțiunii olandeze a Rinului, de la confluența din dreputul orașului Angeren a Rinului Vechi și a Canalului  Pannerdens (care a fost săpat pentru legătura dintre Waal și Nederrijn). De la orașul Wijk bij Duurstede încolo, râul se numește Lek.
Poduri peste Nederrijn sunt la Arnhem (cale ferată și trei poduri de trafic), la Heteren (A50) și la Rhenen.